# Atanatolica choco
Atanatolica choco är en nattsländeart som beskrevs av Ralph W. Holzenthal 1988. Atanatolica choco ingår i släktet Atanatolica och familjen långhornssländor. Inga underarter finns listade i Catalogue of Life.